# 노태극
노태극(盧泰克, 1938년 6월 2일 ~ 2025년 6월 9일)은 대한민국의 정치인이다. 제11대 국회의원을 지냈다.

## 학력
- 경남대학교 경영대학원 졸업
- 서울대학교 행정대학원 졸업

## 경력
- 창령군재향군인회장
- 농업협동조합장
- 낙농비육, 냉장협회고문
- 태극장학회설립운영
- 대광농축산경영
- 韓·덴마크 의원친선협회부회장
- 국회예결·농수산위원

## 상훈
- 새마을훈장근면장수상

## 역대 선거 결과
|  | 19.87% |

|  | 13.28% |

## 가족 관계
- 배우자: 정영애
  - 슬하: 노주현, 노창범, 노승연